# Pikardie
Pikardie (francouzsky Picardie) je historické území a do konce roku 2015 (v silně pozměněných hranicích) také administrativní region na severu Francie při pobřeží Lamanšského průlivu. Od středověku se jednalo o francouzskou provincii, zrušenou až roku 1790. Tradiční metropolí regionu je město Amiens.

## Historie
Region Pikardie byl ustanoven v roce 1960 a sestával z tří departementů: Aisne (na východu), Oise (na jihu) a Somme (na severu). Na začátku roku 2016 byl sloučen se sousedním krajem Nord-Pas-de-Calais do nového regionu Hauts-de-France.